# ليمون بلدي
الليمون البلدي أو الليمون البرتقالي الأوراق أو ليمون بنزهير (الاسم العلمي:Citrus aurantiifolia) هو نوع من النباتات يتبع جنس الليمون من الفصيلة السذابية. وهي نوع من الحمضيات الكروية الشكل، يتراوح قطرها من 2. 5 إلى 5 سم، يصبح لونا أصفر عندما تنضج وتقطف خضراء وصفراء حسب حاجه الاستخدام والتصنيع.